# Гастуша
Гастуша (укр. Гастуша) — левый приток Десны, протекающий по Козелецкому району (Черниговская область, Украина); один из многочисленных притоков Десны, образованный вследствие русловых процессов в долине реки. 

## География
Длина — 5 км.
Русло сильно-извилистое с крутыми поворотами (меандрированное), местами русло расширяется шириной до 10-12 м. Долина реки сливается с долиной Десны. На протяжении всей длины связывается постоянными и временными водотоками с множеством озёр (округлой и дугообразной форм). У истоков река пересыхает.
Река берёт начало западнее села Барсуков (Козелецкий район). Река течёт на юг. Впадает в Десну северо-западнее села Моровск (Козелецкий район).
Пойма занята заболоченными участками с лугами и кустарниками, незначительно лесами (лесополосы и одиночные деревья).
Притоки (от истока к устью): нет крупных. 
Населённые пункты на реке (от истока к устью): нет.